# Sautel et Séchaud
Sautel et Séchaud war ein französischer Hersteller von Automobilen.

## Unternehmensgeschichte
Das Unternehmen begann 1902 in Gentilly mit der Produktion von Automobilen. Der Markenname lautete Sautel et Séchaud. 1904 endete die Produktion.

## Fahrzeuge
Das einzige Modell war ein Dreirad, bei dem sich das einzelne Rad hinten befand. Der Einzylindermotor mit 3,5 PS Leistung war unter der Sitzbank montiert. Das Fahrzeug ähnelte der Léon Bollée Voiturette, allerdings waren die beiden Sitze nebeneinander angeordnet.